# Championnats panaméricains de BMX 2019
Navigation
Édition précédente Édition suivante
Les championnats panaméricains de BMX 2019 ont lieu le 25 mai 2019 à Americana au Brésil.

## Podiums
| Épreuves            | Or             | Argent                 | Bronze          |
| ------------------- | -------------- | ---------------------- | --------------- |
| Épreuves masculines |                |                        |                 |
| Élites hommes       | Anderson Souza | Matias Brizuela        | Diego Arboleda  |
| Juniors hommes      | Mateo Carmona  | Camilo Ramírez         | Vicente Garcia  |
| Épreuves féminines  |                |                        |                 |
| Élites femmes       | Mariana Pajón  | Julia Alves Dos Santos | Doménica Azuero |
| Juniors femmes      | Romina Miranda | Rocio Pizarro          | Ana Cadavid     |